# Gęś z Kairu (KV 422)
Gęś z Kairu (wł. L’oca del Cairo) – niedokończony projekt operowy Wolfganga A. Mozarta do libretta autorstwa Giambattisty Varesco, określany jako dramma giocoso per musica.

## Historia
Mozart czuł się kompozytorem operowym. Sukces, jaki odniosło Uprowadzenie z seraju (KV 384), dał mu motywację do pisania nowych oper. Toteż, gdy wreszcie cesarski intendent hrabia Orsini-Rosenberg złożył u niego zamówienie, szybko zaczął szukać odpowiedniego libretta, a nie znajdując takiego, zwrócił się poprzez ojca – Leopolda Mozarta – o pomoc do księdza Varesco. W lipcu r. 1783 Mozart był z żoną w Salzburgu. Być może wówczas spotkał się z samym librecistą, jednak większość fragmentów powstała w listopadzie. 10 lutego 1784 r. kompozytor porzucił ostatecznie pracę nad operą.
Gdyby utwór został ukończony, byłby, w porównaniu z wcześniejszymi pracami kompozytora, cofnięciem się do czasów zarówno sprzed Uprowadzenia z seraju, jak i Idomeneusza, króla Krety.
Skomponowane przez Mozarta fragmenty to nie więcej niż trzy kwadranse muzyki. Mimo wszystko próbowano ratować Gęś z Kairu od zapomnienia, grając ją na wielu scenach.
Operę w 1990 roku (poprzedzającym obchody dwusetnej rocznicy śmierci Mozarta) dokończył Brytyjczyk Stephen Oliver.

## Treść
Akcja toczy się na wyspie Ripasecca. Gubernator wyspy, markiz Don Pippo, wykrada narzeczone Biondella i Calandrina. Jedną z nich jest Celidora – jego córka. Drugą jest Lavina, którą chce pojąć za żonę. Czuje się bowiem wdowcem, ponieważ jego małżonka Donna Pantea została uznana za zaginioną. Ta jednak nie tylko się odnajduje, ale zakochanym mężczyznom, którzy wraz ze służącymi Chichibiem i Aurettą obmyślają plan uratowania ukochanych, daje tytułową gęś. Jest to mechaniczna zabawka, która posłuży Biondellowi za konia trojańskiego. W ten sposób dostaje się do domu despoty, gdzie będzie starał się uwolnić obie młode kobiety spod ciążącej już im władzy Don Pippa.

## Osoby
| Rola         | Typ głosu |
| ------------ | --------- |
| Don Pippo    | bas       |
| Donna Pantea | sopran    |
| Celidora     | sopran    |
| Biondello    | tenor     |
| Calandrino   | tenor     |
| Lavina       | sopran    |
| Chichibio    | bas       |
| Auretta      | sopran    |

## Nagrania
- Fischer-Dieskau, Wiens, Schreier, Johnson, Coburn, Scharinger, Nielsen, dyr. Schreier – Philips 1990
- Bekaert, Bischof, Micu, Loonen, dyr. Rotman – CPO 1991